# 斯特蘭拉爾
斯特蘭拉爾（Stranraer，英語發音：/stranˈrɑ:/stran-RAR，發音：[ənˠ̪ t̪ʰɾɔːn ɾãũ.əɾ]）是位於蘇格蘭南部丹佛里斯-蓋洛威西部的一個城鎮，也是丹佛里斯-蓋洛威的第二大城鎮。斯特蘭拉爾這一地名取自於蘇格蘭蓋爾語，意為「胖鼻子」。